# ب‌ام‌و سری ۱
ب‌ام‌و سری 2 (به انگلیسی: BMW2 Series) یک خودروی کامپکت کوچک شرکتی است که طبق تقسیم‌بندی اروپایی برای خودروهای سواری در سگمنت سی قرار می‌گیرد. این خودرو از سال ۲۰۰۴ تا کنون توسط ب‌ام‌و تولید می‌شود. این خودرو جانشین ب‌ام‌و سری ۳ کامپکت است و اکنون در نسل سوم خود قرار دارد. ب‌ام‌و سری ۱ ارزان‌ترین خودرو در بین محصولات ب‌ام‌و است. نسل اول این خودرو علاوه بر مدل هاچ‌بک در مدل‌های کوپه و کروک نیز تولید می‌شد.
از سال ۲۰۱۴، مدل‌های کوپه و کروک به‌طور جداگانه و با نام ب‌ام‌و سری ۲ روانهٔ بازار شدند. در سال ۲۰۱۷، مدل ۴ در سدان این خودرو که از پلت‌فرم محور جلویی که بعدها در نسل سوم سری ۱ هاچ‌بک نیز به کار رفت استفاده می‌کرد، به‌طور اختصاصی برای بازار چین عرضه شد.
برای نسل اول این خودرو، نسخهٔ عملکرد بالای ب‌ام‌و ام با نام رسمی ب‌ام‌و سری ۱ ام کوپه عرضه شد. پس از جایگزینی سری ۱ کوپه با سری ۲، این مدل در سال ۲۰۱۶ جای خود را به ب‌ام‌و ام۲ داد.
دو نسل اول سری ۱ از طرح محور عقب بهره می‌بردند. در سال ۲۰۱۲ سیستم تمام چرخ متحرک به عنوان آپشن برای این خودرو عرضه شد. نسل سوم سری ۱ که در سال ۲۰۱۹ عرضه شد، از طرح محور جلو بهره می‌برد؛ اما سیستم تمام چرخ متحرک همچنان به عنوان یک آپشن در دسترس است.

## تاریخچه
سه نسل از ب‌ام‌و سری ۱ وجود دارد که شمارهٔ شاسی آن‌ها از این قرار است:
- BMW E87 :۲۰۱۱–۲۰۰۴ (سری ۱ نسل اول ۵ در هاچ‌بک)
- BMW E81 :۲۰۱۱–۲۰۰۷ (سری ۱ نسل اول ۳ در هاچ‌بک)
- BMW E82 :۲۰۱۱–۲۰۰۷ (سری ۱ نسل اول کوپه)
- BMW E88 :۲۰۱۱–۲۰۰۷ (سری ۱ نسل اول کروک)
- ۲۰۱۱–۲۰۱۹: BMW F20 (سری ۱ نسل دوم هاچ‌بک)
- ۲۰۱۷–امروز: BMW F52 (سری ۱ نسل سوم سدان)
- ۲۰۱۹–امروز: BMW F40 (سری ۱ نسل سوم هاچ‌بک)

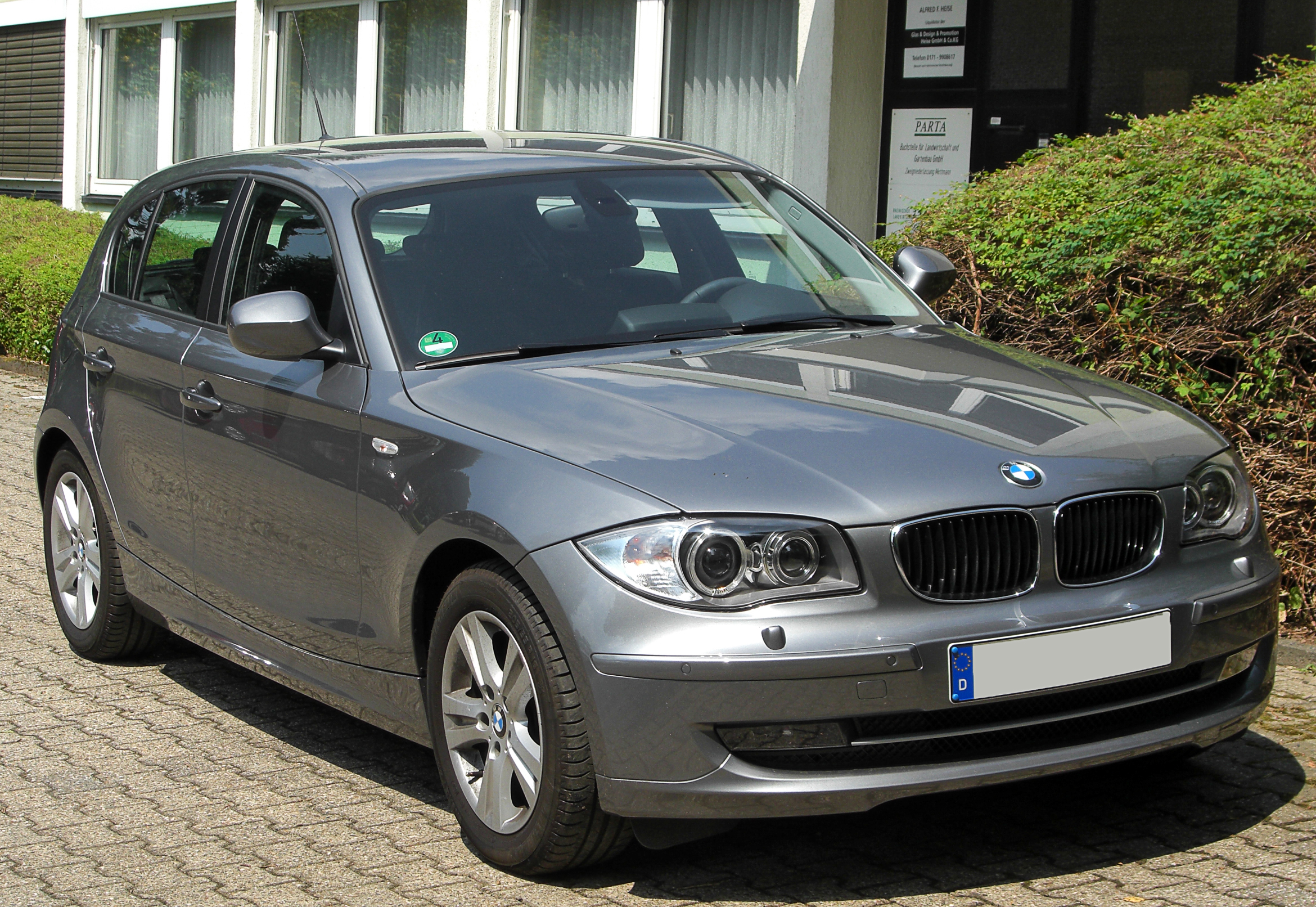
نسل اول ب‌ام‌و سری ۱
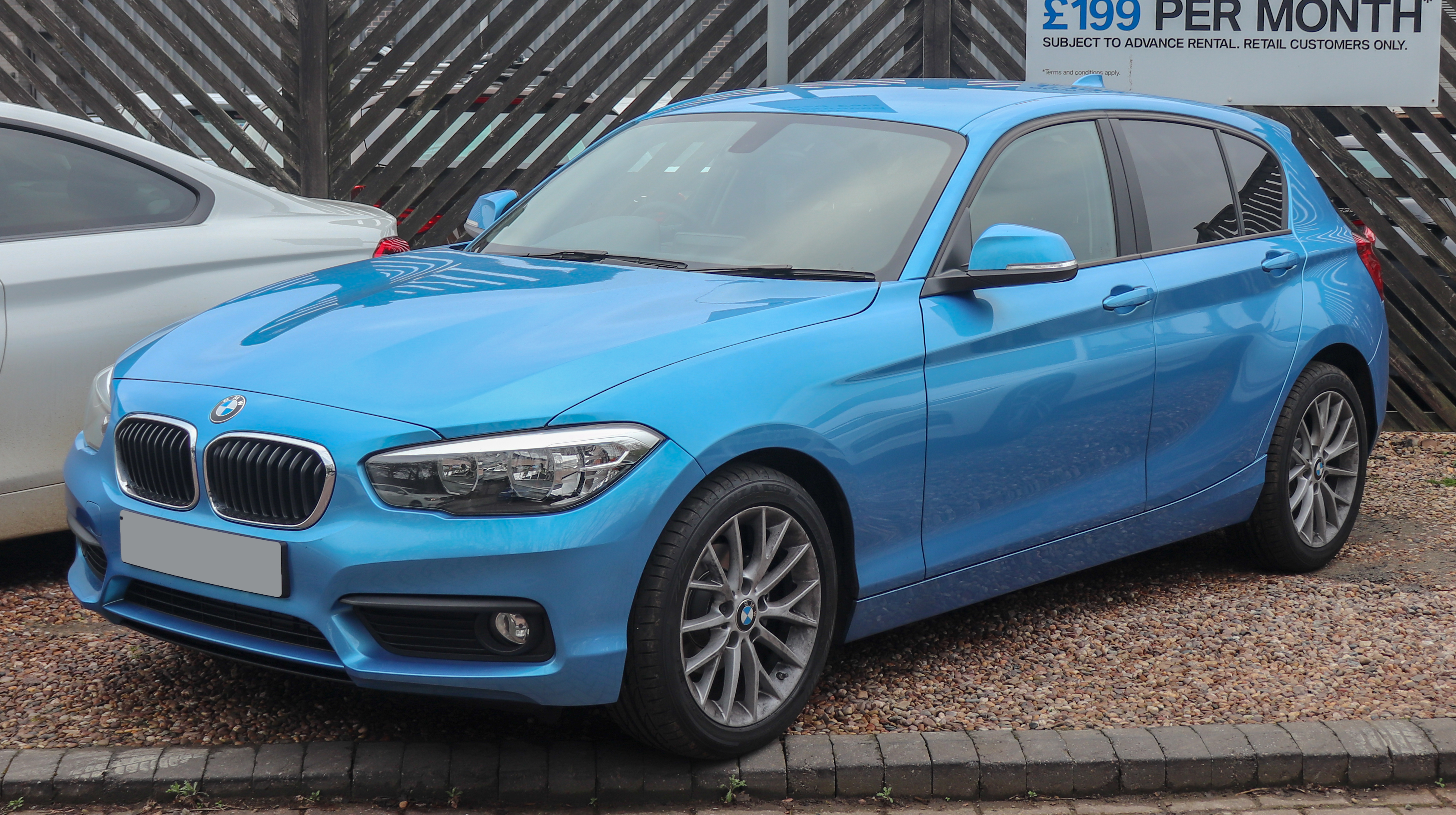
نسل دوم ب‌ام‌و سری ۱
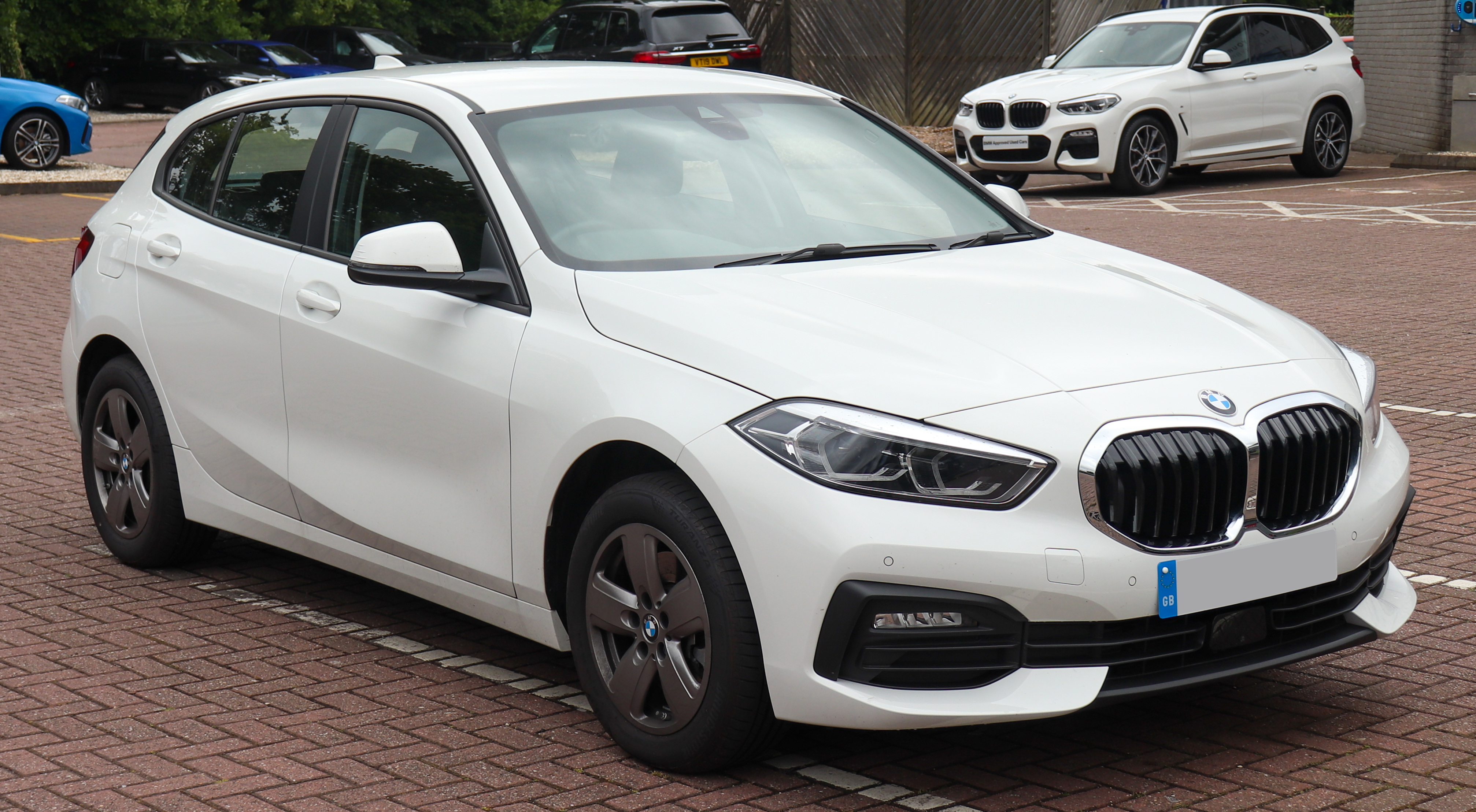
نسل سوم ب‌ام‌و سری ۱